# Десять ключевых ценностей партии зелёных
Десять ключевых ценностей Партии зелёных США были подготовлены этой партией в 1984 году. Они формируют философскую основу для платформ современных Зелёных партий США и Канады, а также большинства Зелёных партий в штатах США и канадских провинциях, в которых эти Десять ценностей используются до сих пор.
Десять ценностей включают и расширяют «Четыре столпа Зелёной партии», происходящие из Европы и практикуемые партиями Зелёных по всему миру. Глобальная хартия Зелёных, подписанная многими этими партиями в Австралии в 2001 году, была основана на Десяти ценностях и «Четырёх столпах» и сведена к Шести принципам для краткости.
За более чем двадцать лет использования появилось много различных объяснений того, что означают десять первоначальных терминов, а также было предпринято много политических шагов, представляющих эти принципы в действии, но сами термины при этом остаются относительно неизменными:
1. Общинная экономика — например, местная валюта, основанная на временном измерении труда, местные покупки, совместное проживание
2. Децентрализация — например, посредством биорегиональной демократии, устойчивого земледелия.
3. Экологическая мудрость — например, окончание вызванного людьми исчезновения видов, продвижение экологического здоровья
4. Феминизм — например, здравоохранение, особенно для матерей и детей, и, таким образом, фокусировка на здоровой окружающей среде
5. Низовая демократия — например, посредством реформы избирательной системы ради улучшения делиберативной демократии
6. Ненасилие — например, через деэскалацию, мирные процессы
7. Личная и глобальная ответственность — например, моральные покупки, добровольная простота
8. Уважение к разнообразию — например посредством справедливой торговли (fair trade), биорегиональной демократии
9. Социальная справедливость — например, преимущественно снижение вреда, нежели нулевая терпимость
10. Прицел на будущее/Устойчивое развитие — например, посредством измерения эффекта для благополучия последующих семи поколений, что ведёт к так называемой «семиколенной устойчивости»